# Rheinpatent

Deutsches Rheinpatent (Großes Patent)

Ein Rheinpatent nach der internationalen Verordnung über das Schiffspersonal auf dem Rhein berechtigt den Inhaber, auf dem Rhein bestimmte Wasserfahrzeuge zu führen. Die vier Rheinpatente sind:
- Großes Patent: Berechtigung zum Führen aller Fahrzeuge.
- Kleines Patent: Berechtigung zum Führen von Fahrzeugen von weniger als 35 Metern Länge, die keine Schlepp- oder Schubboote oder Fahrgastschiffe (Zulassung für mehr als zwölf Fahrgäste) sind und keine gekuppelten Fahrzeuge fortbewegen.
- Sportpatent: Berechtigung zum Führen eines Sportfahrzeuges von weniger als 25 Metern Länge.
- Behördenpatent: Berechtigung zum Führen von Behördenfahrzeugen und Feuerlöschbooten.

Für die streckenkundepflichtigen Rheinabschnitte von der Schleuse Iffezheim (km 335,92) bis zur Spyckschen Fähre (km 857,40) müssen entsprechende Kenntnisse nachgewiesen werden. Das Rheinpatent wird entsprechend in seiner Gültigkeit beschränkt.
Zum Führen von Fahrzeugen mit weniger als 20 Metern Länge, die nicht Schlepp- oder Schubboote oder Fahrgastschiffe sind, genügt wahlweise ein den nationalen Vorschriften einer der Vertragsparteien der zugrundeliegenden revidierten Rheinschifffahrtsakte (die Rheinanliegerstaaten und Belgien) entsprechender Befähigungsnachweis. Ausschließlich nach nationalem Recht richtet sich das Führen von Fähren, von ausschließlich muskelkraftbetätigten Fahrzeugen und von solchen mit weniger als 20 Metern Länge und weniger als 11,03 kW (15 PS) Antriebsleistung der Maschine.
Von der Zentralkommission für die Rheinschifffahrt als gleichwertig anerkannte Schiffsführerzeugnisse ersetzen ein Rheinpatent. Dies betrifft sowohl Schiffsführerzeugnisse der Vertrags- als auch von Drittstaaten. Die Gleichwertigkeit umfasst Fahrzeugart und -größe sowie Streckenkunde. Bei Nachweis weitergehender Streckenkunde kann zusätzlich ein Streckenzeugnis erworben werden.

## Erwerb des Rheinpatents
Voraussetzung für die Erteilung eines Rheinpatents ist die Vollendung des 21., im Falle des Sportpatents des 18. Lebensjahres, für Großes und Kleines Patent der Besitz eines Sprechfunkzeugnisses. Die Bewerber müssen körperlich und geistig tauglich sowie charakterlich und fachlich in der Lage sein, ein entsprechendes Fahrzeug und eine Schiffsmannschaft zu führen. Die Tauglichkeit ist durch ein ärztliches Zeugnis eines behördlich anerkannten Arztes, die charakterliche Eignung durch einen Strafregisterauszug und die fachliche Befähigung durch erfolgreiches Ablegen der erforderlichen Prüfung zu belegen ist, die sich in einen Theorieteil, sowie einen Seekarten- und einen Streckenkundeteil gliedert. Dabei können Inhabern von teilweise als gleichwertig anerkannten Befähigungsnachweisen oder erfolgreich abgeschlossener Berufsausbildung zum Binnenschiffer, einzelne Prüfungsbestandteile erlassen werden.
Unmittelbar nach erfolgreich absolvierter Prüfung zu einem Rheinpatent wird ein Vorläufiges Rheinpatent ausgestellt, das in Verbindung mit einem Personaldokument bis zum Erhalt der endgültigen Patentkarte, maximal jedoch drei Monate, gültig ist. Das Originaldokument ist ein Lichtbildausweis im sogenannten Scheckkartenformat (ID-1-Format).
Mit Ablauf des 50., 55., 60. und 65. Lebensjahres muss ein jeweils neuer Tauglichkeitsnachweis vorgelegt werden, danach jährlich. Dies gilt auch für die Inhaber als gleichwertig anerkannter Schiffsführerzeugnisse.